# Asplenium papuanum
Asplenium papuanum är en svartbräkenväxtart som beskrevs av Edwin Bingham Copeland. Asplenium papuanum ingår i släktet Asplenium och familjen Aspleniaceae. Inga underarter finns listade.